# Sysedit
Sysedit(SYSEDIT.EXE)는 핵심 마이크로소프트 윈도우 구성 파일(예: PROTOCOL.INI, WIN.INI, SYSTEM.INI, CONFIG.SYS 및 AUTOEXEC.BAT)을 위한 특수 텍스트/ASCII 편집기이다. 이 실행 파일은 윈도우 시스템 디렉터리 %windir%\SYSTEM(Windows 3.x 및 9x 버전) 또는 %windir%\SYSTEM32(Windows NTx 버전)에 설치된다. Sysedit는 윈도우 3.0부터 윈도우 98 SE까지 모든 윈도우 버전과 함께 번들로 제공되어 자동으로 설치되었다. 윈도우 미에 대한 지원이 중단되었다. 초기 릴리스 당시 Sysedit는 다중 문서 인터페이스(MDI)를 시연하는 데 일반적으로 사용되었다. 시작할 때마다 별도의 하위 창에서 앞서 언급한 모든 구성 파일을 한 번에 연다. 여전히 이전 버전의 윈도우의 시스템 글꼴을 사용한다.
Sysedit를 포함하는 다른 마이크로소프트 운영 체제로는 윈도우 XP, 윈도우 비스타(서비스 팩 2), 윈도우 서버 2008 및 윈도우 7(32비트만 해당)이 있다.

## 같이 보기
- MSConfig